# Bill LaBounty
Bill LaBounty est un auteur-compositeur et interprète américain.

## Biographie
À 19 ans (il est né le 21 mai 1953 dans le Wisconsin), il signe chez RCA Records avec son groupe de soft rock, Fat Chance. Après un unique album, Fat Chance (1972), le groupe se sépare et Bill LaBounty entame une carrière solo.
Il connaît le succès en France et au Japon avec son hit Livin' It Up (1982) beaucoup diffusé en radio. Le titre passe cependant inaperçu aux États-Unis.
Durant les années 1980, Bill LaBounty s'installe à Nashville où il compose de nombreux titres pour des artistes de musique country.
Sur ses deux albums solo sorti après les années 1980, Right Direction (1991) et Back To Your Star (2009), Bill LaBounty reste dans le style du soft rock.
En 2011, un coffret référence Time Starts Now The Definitive Anthology (2011) retrace la carrière de LaBounty, avec la présence notable de titres inédits.

## Discographie

### Albums
- Promised Love (1975, Warner/Curb)
- This Night Won't Last Forever (1978, Warner/Curb)
- Rain in My Life (1979, Warner/Curb)
- Bill LaBounty (1982, Warner/Curb)
- Right Direction (1991, Noteworthy)
- Best Selection (2004, Columbia)
- Back To Your Star (2009, Chill Pill Records (États-Unis), T.a.c.s Records (Japon))
- Into Something Blue (2014)

### Singles
- Livin' it up (1982)